# Gottfried II. (Haifa)
Gottfried (II.) Poulain († um 1279) war Titularherr von Haifa.
Er war der ältere Sohn von Gilles I. Poulain, Herr von Haifa, und dessen Frau Margarethe de Brie. Die väterliche Herrschaft war allerdings 1265 von den Mamluken erobert worden, so erbte Gottfried beim Tod seines Vaters um 1270 nur dessen Titularansprüche auf die Herrschaft.
Er heiratete Beduine, die Tochter des Johann Beduin. Mit ihr hatte er zwei Kinder:
- Gilles, Titularherr von Haifa ⚭ Philippa, Tochter des Johann von Antiochia, Marschall von Zypern
- Margarethe, ⚭ Thomas von Gibelet